# Reazioni sierologiche
Le reazioni sierologiche sono tecniche di laboratorio che consentono di rilevare e quantificare gli anticorpi e gli antigeni di interesse clinico-diagnostico sfruttando la reattività immunologica.

## Prove di precipitazione
- Titolo precipitante
- Teoria del reticolo
- Precipitazione in provetta
  - metodo delle diluizioni
- Precipitazione in gel di agar
  - gel diffusione doppia bidimensionale
  - gel diffusione radiale
  - counter immunoelettroforesi
  - rocket immunoelettroforesi
  - immunoelettroforesi bidimensionale

## Prove di agglutinazione
- Ring test
- Test di Coombs
- agglutinazione passiva
- Reazione di Waaler-Rose
- test di inibizione dell'emoagglutinazione
- emolisi
- batteriolisi
- conglutinazione

## Prove che utilizzano il complemento
- Fissazione del complemento

## Prove di neutralizzazione
- Sieroneutralizzazione virale

## Prove che impiegano anticorpi o antigeni marcati
- Immunofluorescenza
- Tecniche radioimmunologiche
- Tecniche immunoenzimatiche
  - ELISA